# 圣米歇尔德约特
圣米歇尔德约特（法語：Saint-Michel-de-Llotes，法語：[sɛ̃ miʃɛl də jɔt] ⓘ）是法国东比利牛斯省的一个市镇，属于普拉德区。

## 地理
圣米歇尔德约特（42°38'56"N, 2°37'26"E）面积8.64 平方千米，位于法国奧克西塔尼大區东比利牛斯省，该省份为法国大陆部分最南部的省份，涵盖了北加泰罗尼亚，北起奥德省，西接阿列日省和安道尔，南与西班牙接壤，东临地中海。
与圣米歇尔德约特接壤的市镇（或旧市镇、城区）包括：泰特河畔伊耶、科贝尔、卡沙斯、卡斯法布尔、布勒泰内尔。

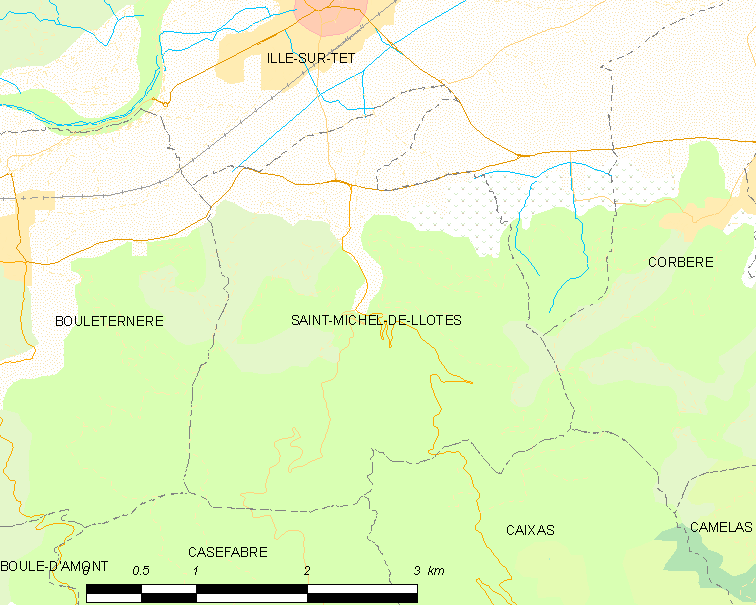
圣米歇尔德约特的OSM定位图

圣米歇尔德约特的时区为UTC+01:00、UTC+02:00（夏令时）。

## 行政
圣米歇尔德约特的邮政编码为66130，INSEE市镇编码为66185。

## 政治
圣米歇尔德约特所属的省级选区为勒卡尼古县。

## 人口

1962-2008年间圣米歇尔德约特人口变化图示

圣米歇尔德约特于2022年1月1日时的人口数量为360人。